# 柳州话
柳州话（國際音標：/liɐu53 tsɐu44 hua24/；柳州話拼音: Liu3 zou1 hua4）是桂柳话的一支，属汉语西南官话，分布于广西中北部的柳州、来宾、河池、百色等地。
柳州話與相邻的桂林話接近。柳州話內部存在城鄉地域和年齡層次的差異。

## 历史简介
柳州話屬官话方言西南官話桂柳片，而桂柳官話形成於元明之際。唐宋時，柳州地方漢人使用古平話，古平话源自北方移民，為古代漢語一支。明時，廣西境內中部起事不絕，明廷調數十萬人馬平亂，柳州為屯兵地。來自北方的軍人落地為民，移民以湖廣、江西籍為多，將北方官話帶至桂柳地界，後與周邊方言相互融合形成今日柳州話。根據殘存老柳州音片段和鄰近縣份語音，可歸納舊柳州話語音特點：
- “為委衛灣遠阮雲”等字（基本上是古微母和雲母）聲母是輕微的唇齒音。
- 分尖團，齊與奇不混
- 有桓歡韻，即桓≠環，搬≠班等，讀如象州白石話和荔浦話讀法。
- 無閉口韻，-m韻尾已經與-n韻尾合流。
- 有入聲，無塞音韻尾。調值是短的中降升調，和白石話類似。

與受湘語影響的桂林官話不同，柳州官話深受粵方言影響，有許多與粵語發音和字詞義相近的語音語義。清朝中葉海禁大開之後，粵商和移民沿江進入廣西南部，柳州方言和粵語發生語言接觸，留下大量和粵方言一致的詞彙。此外，柳州地方多民族雜處，柳州話亦受到壯、苗、侗等少數民族語言的影響。

## 音韵
柳州話語音系統具有明顯的地理過渡性，體現在它的聲韻調特點上。柳州話聲母與北方方言的差異較大，而更近于南方諸方言，特別是粵方言，對應整齊，讀音相仿。柳州話的韻母同西南官話大致一樣，數目不是很多，而且西南官話語音中韻母的一些主要特點，柳州話大致可以反映出來。而聲調方面，雖然殘存少量入聲字，但大部分和北方官話相似，僅調值不同。可見由聲調至韻母至聲母，柳州話的北方性逐漸減弱，南方性逐漸增強，由聲母至韻母至聲調，柳州話的北方性又逐漸增強，南方色彩漸趨褪色。

### 聲調
柳州話聲調共四個，分陰平、陽平、上聲、去聲，但另有少量字音保存入聲調。大概有如下特點：
- 平分陰陽，古全清、次清平聲多歸陰平，全濁、次濁平聲多為陽平；
- 古清音上聲和次濁上聲歸為今上聲；古全濁上聲和古去聲歸為今去聲；
- 大部分古入聲字歸於陽平；
- 殘存的入聲字數量極少，不成體系，發音高而短；
- 沒有明顯的輕聲與變調。

從調值上看，柳州話陰平為半高平調（44），陽平為低降調（31），上聲為高降調（54），去聲為低升調（24），入聲為高調（5）。
| 调類 | 陰平 | 陽平 | 上聲 | 去聲 | 入聲 |
| 調值 | 44   | 31   | 54   | 24   | 5    |

### 聲母
一般認為，柳州話有聲母19個，含零聲母。
|        | 塞音 | 塞音   | 塞擦音 | 塞擦音 | 擦音 | 鼻音 | 边音 |
| 清音   | 清音 | 清音   | 清音   | 清音   | 浊音 | 浊音 |      |
| 不送气 | 送气 | 不送气 | 送气   |        |      |      |      |
| ------ | ---- | ------ | ------ | ------ | ---- | ---- | ---- |
| 双唇音 | p    | pʰ     |        |        |      | m    |      |
| 唇齿音 |      |        |        |        | f    |      |      |
| 齿龈音 | t    | tʰ     | ʦ      | ʦʰ     | s    | n    | l    |
| 龈颚音 |      |        | ʨ      | ʨʰ     | ɕ    |      |      |
| 软颚音 | k    | kʰ     |        |        | h    | ŋ    |      |

- 齦顎音[ʨ]、[ʨʰ]、[ɕ]有兩種變體：齒齦音[ʦ]、[ʦʰ]、[s]和齦後音[tʃ]、[tʃ]、[ʃ]。
陳章太、李行健主編的《普通話基礎方言基本詞彙集》，認為[ʨ]、[ʨʰ]、[ɕ]和[ʦ]、[ʦʰ]、[s]同位異音，故認為柳州話聲母為16個。
- 軟顎音[k]、[kʰ]、[ŋ]與細音相拼時，實際發音為硬顎音[c]、[cʰ]、[ɲ]。
- 零聲母的合口呼和撮口呼有輕微唇齒音色彩。

### 韻母
一般认为，柳州話韻母計34個，若另加4個入聲韻母，則合41個。
| 開口呼 | 齊齒呼 | 合口呼 | 撮口呼 |
| ------ | ------ | ------ | ------ |
| ɿ      | i      | u      | y      |
| a      | ia     | ua     |        |
| o      | io     |        |        |
| ə      | e/ie   |        | ye     |
| æ      |        | uæ     |        |
| ɐi     |        | uɐi    |        |
| ɑ      | iɑ     |        |        |
| ɐu     | iɐu    |        | yu     |
| ã      | iẽ     | uã     | yẽ     |
| ɐn     | iən    | uɐn    | yən    |
| aŋ     | iaŋ    | uaŋ    |        |
| oŋ     | ioŋ    |        |        |
| aʔ     |        | uaʔ    |        |
| oʔ     |        |        |        |
| eʔ     |        |        |        |

### 方言特點

#### 聲母特點
- 無全濁音，古全濁聲母一律讀同部位或相鄰部位清音，其中讀塞音和塞擦音的，平聲送氣，仄聲不送氣。例如：

| 古聲母 | 並         | 定         | 從          | 邪          | 澄         | 崇           | 禪         | 群          |
| 平聲   | 袍 [pʰɑ31] | 桃 [tʰɑ31] | 錢 [ʦʰiẽ31] | 松 [ʦʰoŋ44] | 持 [ʦʰɿ31] | 牀 [ʦʰuaŋ31] | 殊 [ɕy31]  | 橋 [kʰiɑ31] |
| 仄聲   | 抱 [pɑ24]  | 怠 [tæ24]  | 賤 [ʦiẽ24]  | 頌 [ʦoŋ24]  | 痔 [ʦɿ24]  | 狀 [ʦuaŋ24]  | 殖 [tsɿ31] | 轎 [kiɑ24]  |

- 邪母平声今读送气塞擦音的比较多，除了跟北京相同的“辞词祠囚”以外还有：
徐[tsʰy31]、隋随[tsʰɛi31]、寻[tsʰiən31]、祥详[tsʰiaŋ31]。
- 尼母与来母读音不混。例如以下每一组字读音不同：
泥≠犁，怒≠路，女≠旅，捺≠辣，鸟≠了，业≠烈，牛≠留，难≠烂，娘≠粮，年≠连
- 知庄章组合并于精组，洪音读舌尖前音，细音读舌面前音，没有舌尖后音。例如：

| 精組 | 資 [ʦɿ44] | 作 [ʦo31] | 則 [ʦə31] | 奏 [ʦɐu24] | 增 [ʦɐn44]  | 從 [ʦʰoŋ31] |
| 知組 | 知 [ʦɿ44] | 著 [ʦo31] | 摘 [ʦə31] | 珍 [ʦɐn44] | 蟲 [ʦʰoŋ31] | 豬 [ʨy44]   |
| 莊組 | 輜 [ʦɿ44] | 鐲 [ʦo31] | 窄 [ʦə31] | 皺 [ʦɐu24] | 臻 [ʦɐn44]  | 崇 [ʦʰoŋ31] |
| 章組 | 支 [ʦɿ44] | 酌 [ʦo31] | 折 [ʦə31] | 真 [ʦɐn44] | 充 [ʦʰoŋ44] | 朱 [ʨy44]   |

- 分尖團，尖音讀舌面前音或舌尖前音，團音讀舌面後音（擦音舌位偏後）。例如

| 尖音 | 漿[ʦiaŋ44] | 酒[ʦiɐu53] | 趣[ʦʰy24] | 泉[ʦʰyẽ31] | 細[si24] | 接[ʦie31] | 清[ʦʰiən44] |
| 團音 | 江[kiaŋ44] | 久[kiɐu53] | 去[kʰə24] | 權[kʰyẽ31] | 戲[hi24] | 劫[kie31] | 輕[kʰiən44] |

- 匣母讀[h]（螢[iən]例外），雲母讀零聲母（熊雄[hioŋ]例外）。例如：

| 匣母 | 黃[huaŋ31] | 會[huɐi53] | 魂[huɐn31] | 縣[hẽ24] | 穴[hye31] | 橫[huɐn31] |
| 雲母 | 王[uaŋ31]  | 衛[uɐi53]  | 雲[yən31]  | 院[yẽ24] | 越[ye31]  | 榮[ioŋ31]  |

#### 韻母特點
- 端系蟹止臻三摄舒声合口字一律读开口呼。例如：

| 蟹合一三 | 堆 [tɐi44]  | 腿 [tʰɐi54]  | 內 [nɐi24]   | 最 [tsɐi24] | 脆 [tsʰɐi54] | 歲 [sɐi24] |
| 止合三   | 嘴 [tsɐi54] | 翠 [tsʰɐi24] | 隨 [tsʰɐi31] | 髓 [sɐi31]  | 遂 [sɐi31]   | 累 [lɐi24] |
| 臻合一   | 墩 [tɐn44]  | 屯 [tʰɐn31]  | 嫩 [nɐn24]   | 尊 [tsɐn44] | 存 [tsʰɐn24] | 損 [sɐn54] |
| 臻合三   | 輪 [lɐn31]  | 遵 [tsɐn44]  | 俊 [tsɐn24]  | 榫 [sɐn54]  | 巡 [sɐn31]   |            |

- 见系二等开口字读开口呼的比较多，除了跟北京相同的以外还有：

| 蟹開二 | 街皆階解介芥屆界械 [kæ] 諧鞋蟹 [hæ]      |
| 效開二 | 覺窖 [kɑ] 敲 [kʰɑ] 咬 [ŋɑ]               |
| 鹹開二 | 減艦鑒 [kã] 岩 [ŋã] 鹹銜餡陷 [hã]        |
| 山開二 | 諫 [kã] 雁晏 [ŋã] 限 [hã]                |
| 江開二 | 虹 [kaŋ] 巷項 [haŋ] 覺角 [ko] 確殼 [kʰo] |

- 咸摄并于山摄，深曾梗三摄并于臻摄（入声仅部分合并）。

#### 聲調特點
- 有少量残存的入声字。例如：
𦢊[poʔ5]（身上肿起的肉包，比如被蚊子叮了以后）、豛[toʔ5]（戳、捅）、戳[tsʰoʔ5]。
- 次浊平声读阴平的比北京多。例如：
卢[lu44]、蟆[ma44]、魔[mo44]、摩[mo44]、黍多[nia44]（黏）、搦[no44]（搓揉）、镭[lɐi44]（铜子儿）、篮[lã44]、研[nẽ44]、冧（或沦）[lɐn44]、芒[mɑŋ44]、姑娘[niɑŋ44]、哝[noŋ44]、燶[noŋ44]、蒙[moŋ44]、窿[loŋ44]

### 語音內部差别
柳州方言的内部差别主要表现在城乡地域和年龄层次两个方面。另外，来自于壮语农村的人（包括进城定居者和进城打工者）说柳州话带有壮语发音方式及音调，柳州人称这个现象为“夹壮”；而城市里还有极少数人的语音带有粤语音。近年来，由于国家推广普通话，而柳州话与普通话又同属汉语官话，因此较易受普通话影响，出现了新派柳州话，主要流行于年轻人当中。以下为柳州话的内部差异特征：
1. 止摄开口三等和深臻憎埂四摄开口三等入声的知章两组，农村读[i]韵母，城市一般读[ɿ]韵母，个别字有[i]的异读。例如：智、痴、痔、志、齿、示、屎、是、十、侄、实、直、识、尺、石等字。
2. 疑姆开口三四等和个别二等字，农村和城市旧派读[ŋ]声母得比较多，例如：宜、业、尧、研、严颜言、砚、银等字。
3. 今合摄二呼的零声母字，旧派用[v]打头，例如：五、鱼、月、外、煨、完、远、温、永、王等字。
4. 古入声字旧派读同去声，例如：碧=闭，液=意，不=布等字。
5. 止摄以外的日母开口字，老派一般用[i]打头（汉语拼音的y），新派大多读[z]（汉语拼音的r）。例如：惹、饶、染、任、燃、人、让、若、日、入。
6. 跟单韵母[u]相拼时，老派[h f]不分，新派[h f]不混。
7. 新派则倾向于不分尖团，一律读舌面前音[tɕ tɕ' ɕ]。例如：聚=锯，节=结，剑=箭，齐=奇，秋=丘，全=权，削=学，小=晓，向=相。部分青少年以读舌面后音为主，将尖音合并于团音。
8. 麻韵三等章组字，新派读[ə]不读[e]，例如：遮、者、蔗、车、扯、蛇、奢、社。
9. 古入声字的韵母，新派向普通话靠拢，连带着某些韵母也发生相关的变化。例如：术[ɕy su]、合[ho hə]、角[ko tɕye]、虐[nio nye]、学[hio ɕye]、说[ɕye so]、肉[yu zɐu]、墨[mə mo]。（标注的前一个是省略音调的老派读音，后一个是新派读音。）
10. 古入声字的声调，新派按类似于普通话第三声的音调读，例如：业、日、失落、特别、阅读、灭绝。
11. 新派读音是推广普通话的结果，多用于文词，而且突破了柳州方言固有的读音系统。

### 合音現象
柳州話存在合音現象，即通過快讀、連讀把兩個音節或者多個音節讀為一個音節。如“沒要”讀成[miɑ24]，“可以”讀成[kʰoi54],“幾多”讀成[kio54]，“你們”讀成[niən54]等等。產生原因主要是方言語速的影響、句末語氣詞連用、語言交流的省力經濟、創新詞匯和表達方式的需要。合音使用人群中，中老年人使用合音詞的比例高于青少年，女性多于男性，文化水平相對低的人高于文化水平高的人，幾乎全年齡層次的人都對方言合音現象表示認同，並且青少年對此更感興趣。。

### 尖团分明
柳州话虽属于西南官话，但如今大部分官话地区对尖音团音的区分受推广普通话的影响大多已经尖团合流，而柳州话和粤语的尖音团音区分仍属于第二类区分，其他西南官话地区大多仅剩第一类区分。推测柳州话的尖团分明现象来源于明清两代粤语人口的大量迁入，从而形成了这个现象。受到外来人口持续迁入的影响，部分习得柳州话的外来人口认为柳州话是一种变调的普通话，直接将普通话用词代入柳州话的音调读出。也有一些柳州话使用者意识到尖团分明现象的存在，但在遇到尖音字时，乱读或一律读团音。尖团分明是柳州话在西南官话桂柳小片中独有的现象，桂林话一般不区分尖团，河池方言仅对一部分字有区分。

## 詞彙

### 承袭自古汉语
柳州話有近200個詞或語素承襲古代漢語，為普通話所罕用：
- 朋 [poŋ24]，量詞，串，挂。《诗经・小雅・青青者莪》既见君子，锡我百朋。
- 绹 [tʰɑ31]，捆縛。《詩·豳風》宵爾索綯。《爾雅·釋言》綯，絞也。
- 坼 [ʦə31]，裂開。《禮·月令》仲冬，地始坼。
- 秭 [ʦɿ54]，集合量詞，手握細長物，比一把的量要小。《說文》五稯爲秭。
- 椓 [toʔ5]，動詞，戳，捅，杵。《說文》擊也。《詩·周南》椓之丁丁。
- 靡 [mi44]，語素，慢。構詞如“靡靡嚤嚤”，《詩·王風》行邁靡靡。《傳》靡靡，猶遲遲也。
- 戆 [ŋaŋ24]，懵懂糊塗。《說文》愚也。
- 𦢊[poʔ5]，腫起的包。《廣韻》肉胅起也。

### 吸收周邊方言詞
柳州地處廣西交通樞紐，人群往來頻繁，因此柳州話吸收了大量周邊方言詞彙，如客家話，粵語，湘語等。特別是粵語，清末大批粵籍商人移民廣西，帶來了粵語。粵語隨商品經濟發展逐漸成為廣西強勢方言，影響廣西境內諸方言，包括西南官話，特別是對柳州方言，影響巨大。從方言特徵詞的角度看，在粵語231個一級特徵詞中，和柳州話相同的有78個，約占34%；粵語74個二級特徵詞中，和柳州話相同的有34個，約占46%。從柳州話中“同物異名”的角度，柳州話同一事物有不少存在兩種詞彙描述的現象，這種現象在《柳州方言詞典》中計有790組，除卻口語和書面語的差異外，顯然受到其他方言，特別是粵語的影響，來自粵語例詞如：孖（兩物相連），死火（辦事遇阻，辦砸了），燶（焦糊），馬蹄（荸薺），水喉（水龍頭），花灑（噴壺），心水（心意，思想），醒水（醒悟），翻風（起風），倫諍（囉嗦麻煩），拗頸（倔強固執），打斧頭（替人辦事暗中揩油）等。

### 壯語借詞
柳州及周邊地區漢族與壯族雜處，漢壯兩種語言間的接觸，導致了柳州話中不可避免的出現壯語借詞。例如：𢫆（搞，做，弄。壯語baenj，塑，搓弄義），咩哚（小蜻蜓，壯語beihlwg），芋蒙（芋頭的莖葉，壯語gomungz），馬螂䗧（螳螂，壯語maxlangzgangz），㟖（石山間平地，壯語rungh）等

### 隱語
隱語來自於某些行業和社會階層，如舊時經紀行，梨園行，匪賊，算命，流醫等。隱語相當於特殊的修辭方式，可隨意替換句子中對應詞彙。有些隱語進入柳州話的市民通用語行列。例如：紅案（炒菜，炒菜師傅），白案（麵點，麵點師傅），唐麻（失敗，死），餅（錢，一元），張（十元），鳥（千元），方（萬元），馬武（打工的），順風子（耳朵），八卦子（背）等。

## 詞法

### 名詞

#### 名词词缀
指人的名词，男性多用“佬”结尾，女性多用“婆”结尾，略带蔑视的说法。例如：
- 剃头佬（街边摆理发摊的人，不能用来形容理发店里面的员工），泥水佬（瓦工），讨饭佬，女人婆，广东婆，接生婆，肥婆。

### 代詞

#### 疑問代詞
| - 基本疑問詞：什吗 - 問人：哪個 - 問事物：哪個，哪+量詞 - 問處所：哪凯 | - 問時間：幾時 - 問程度：幾+形容詞 - 問方式性狀：恁子 - 問數量：幾，幾多 |  |  |

### 動詞的體
1. 實現體
  - -對，接在動詞後，用在肯定句，表示未能預見而碰到。如：昨夜出門敲對頭。（昨晚出門碰到了頭。）
  - -着，接在動詞後，用在否定句，表示未能實現。如：他沒來着。
  - -到，接在動詞後，表示尚未行動。
2. 進行體
  - -穩，接在動詞後，表示動作進行持續。如：他睡穩覺，等他起來再講。（他正睡著，等他醒來再說。）
  - -到（讀上聲），接在動詞後，表示動作進行持續。如：寫到作業莫吵我。（寫著作業別吵我。）
二者可互換，但“穩”後一般帶賓語，且“穩”前動詞不能重疊。
3. 接續體
  - 轉-，用於動詞前，表示行為中斷後繼續進行。如：連沒斢（tiɑ⁵⁴)臉，“唉”了一聲又轉打他的牌。（連臉都不轉，“哎”了一聲接著打他的牌）
4. 權行體
  - -先，用在句末，表示不理其他，權且如此。如：我試下看有嘛問題先。（我先試一試看有什麼問題。）
5. 嘗試體
  - -下，一下。用於動詞後，表嘗試。如：我試下看有嘛問題先。（我先試一試看有什麼問題。）
6. 經歷體
  - -來，用於句末，表示最近經歷，相當於普通話“來著”。如：他昨天去醫院看他來。

### 形容詞

#### 重疊式和生動式
1. AA的
AA的可做謂語，補語，部分可做定語，一般不能做狀語。從語義上看無論在謂語定語還是補語的位置上都表示狀態而非限制。如：
  - 人蠢蠢的，頭大大的。（作謂語）
  - 他走快快的，我追沒上。東西放近近的他才看得見。（作補語）
  - 冷冷的天。硬硬的飯。（作定語，除少量詞彙，大部分不習慣作定語。）
2. AA點和AA點的
AA點表示輕微程度，可作謂語、補語和定語；AA點的表示較深程度，並可表示“不合預期”的意思，只能作謂語、補語。如：
  - 衣服花花點，沒算好。（作謂語，表示不符預期）
  - 衣服花花點的，還蠻好看。（作謂語，表示客觀描述）
  - 衣服做得花花點，勉強可以看。（作補語）
  - 衣服做得花花點的，才好看。（作補語）
  - 花花點的衣服才好看。（作定語）
3. ABB
詞幹和雙音重疊式尾組成，大部分詞幹只能和一個固定的詞綴組合，如“黃”只能和“共共”搭配，“長”只能和“賴賴”搭配，“吊”只能和“囊囊”搭配。只有一部分詞幹能與兩個以上詞綴組合。

### 量詞
用“量词+搭（打）+同一量词”的格式泛指数量很多，例如：
- 堆搭堆（很多堆）。

### 副詞

#### 程度副詞
1. “算X了”表示程度极深，无以复加。例如：
这人化妆算丑了，像动物园出来的；阿赵算好了，哪方面都没得谈（无可挑剔）。
2. “X死”表示程度极深，例如：
放盐没得谱（不懂輕重），菜煮得咸死去；送哏（這麼）贵重的礼，他还沒高兴死？
3. “死鬼X”“好鬼X”表示程度很深，“鬼”不带贬义。例如：
这种布没透气，穿在身上死鬼热；小韦的鼻子好鬼灵的，有好吃的他就来；那种发型好鬼靓的啵，明天我们也去烫。
4. “蛮X点”“X多”表示程度比较深，例如：
今天蛮冷点的；今天热多；这个柚子蛮甜的；这人讨嫌多（这人很令人讨厌）。
5. “XX点”表示程度稍浅，相当于“有点X”。例如：
今天有雨，凉凉点的；水才屁热屁热点他就等不急了。
6. “没X几多”表示程度很浅，相当于“不大X”。例如：
窗户太小了，没亮几多。

#### 否定副詞
柳州話的否定副词主要有三類个：没（意愿性否定）；没有（事实性否定）；莫，沒要（副词，祈使性否定）。
1. 沒和沒有
柳州話“沒”和“沒有”是對立的。柳州話中“沒”相當於普通話中的“不”，表示意願性否定，在這個意義上柳州話不使用“不”字如：
沒必（不必），沒但（不但），沒僅（不僅），沒管（不管），沒要緊（不要緊），沒用謝（不用謝），對沒起（對不起），沒好意思（不好意思）。
柳州話中 “沒有”相當於普通話的“沒有”、“沒”，表示事實性否定，在這個意義上，只能使用“沒有”，如：
這事沒有想像中的簡單。這本書我沒有讀過。
2. 莫，沒要
“莫”“沒要”相當於普通話中的“別”“不要”，有祈使意味，表示禁止和勸阻，語氣較烈，如：你莫惹我。你沒要亂動我的東西。

### 介詞
用介词“把、跟”表示起点方位、经过路线，相当于“从、由”；“把”**还可以表示终点方位，相当于“到”。这种用法已经不常见了。例如：把桂林来；把这里开始；跟小路去；跟桥上走。

## 句法

### 比較結構
1. “过”表示前者超过后者，例如：
小赵高过老赵；吃盒饭好过方便面；盒饭好过吃方便面；坐车舒服过走路。
2. “没够”表示前者不如后者，可以跟形容词搭配，也可以跟动词搭配。例如：
你没够她胖；他没够那些人狡猾；种甘蔗没够种菜得钱快；他没够我讲（他讲不过我；他争论不过我）。
3. “多X点”表示某项甚于另一项，另一项可以不在同一小句出现。例如：
柳州比桂林多好点；两个娃仔都蛮好，大的多听讲点（大的比小的更听话）；今天多冷点（比昨天冷）。

### 雙賓語
双宾语可以把直接宾语放在前面，间接宾语放在后面。例如：借杆笔我（当然也可以说借我杆笔）；送张票他；给两瓶酒你爸；分五个指标我们。

### 其他
1. 跟动词有关的“多、少”不放在动词前面，而是放在动词后面，表达祈使语气。例如：
吃多一碗饭；穿多两件衣服；带多几个人去；喝少一点酒；拿少两件行李。
2. 跟动词有关的“先、后”放在动词后面，这种用法在整个广西都比较普遍，例如：
你走先，他走后。

## 諺語和口頭文學
柳州口頭文學十分豐富，顯示出柳州話成熟的應用技巧。例如下：

### 諺語
- 芭芒稈做沒得大樑。
- 大懒推小懒，小懒推腳板。
- 吃沒得虧，攏沒得堆。
- 屙屎不出賴地硬。
- 狗死跳蚤死。
- 畫公崽出腸。
- 拆橋容易架橋難。
- 揹崽找崽。
- 扳得牛角直，也去一身力。
- 水要通風，人要通氣。
- 見過不比做過，做過不比做多。
- 酒醒不見牛臘羓。
- 爛泥糊不上牆，癟穀舂不出糠。
- 老馬騮跌下樹。
- 螞蟥見沒得水響。
- 拿人家的碗，受人家的管。
- 能勥百歲老公公，莫勥三歲鼻涕膿。
- 牛角不尖不過界，馬尾不長不掃街。
- 拍馬捱馬𧿫，捶薑捱薑瀌。
- 蛇有蛇路，𧊅有𧊅路。
- 死雞撐硬頸。
- 塘裏無魚蝦公貴。
- 新開茅司三天香。
- 一代親，二代表，三代就卵了。
- 樹大分椏，崽大分家。
- 人情大過債，鼎鍋也要賣。

### 歌謠
| - 光頭顱 光頭顱， 騎馬下六都（地名）。 六都沒有米， 餓死光頭顱。 - 點蟲蟲 蟲蟲飛， 飛去黃婆吃米錐。 黄婆拿棍打， 打去張家瓦。 揭開瓦來看， 裡頭有個臭鴨蛋， 留給阿弟送早飯。 | - 嘴巴多 挑水碼頭有個坡， 見妹挑水着力多。 心想同妹挑一擔， 又怕旁人嘴巴多。 - 磨米磨穀 磨米磨穀， 煮飯煮粥。 大人吃飽做活路， 娃崽吃飽好看屋。 |

## 柳州話研究歷史
1985年，楊煥典、梁振仕、李譜英、劉村漢在《方言》第三期發表《廣西的漢語方言(稿)》，調查並總結了廣西境內包括西南官話在內的六種方言特點，其中對柳州話和桂林話作了比較。
1995年，劉村漢編纂的《柳州方言詞典》作為《現代漢語方言大詞典》的分卷本出版，較為全面的記載了柳州話的語音和詞彙。
1996年，陳章太，李行健主編《普通話基礎方言基本詞匯集》記錄了柳州官話的音系、字音和詞彙。
2007年，謝建猷著《廣西漢語方言研究》出版，收集了包括柳州官話在內的漢語方言單字音及辭彙的原始材料，敘述了其形成、分類和特點。

### 總說類文獻
1. 廣西的漢語方言（稿），楊煥典、梁振仕、李譜英、劉村漢，方言，1985年第3期181-190頁
2. 雕龍塑鳳，材料為本——談《柳州方言詞典》的辭彙調查，劉村漢，辭書研究，1997年第2期81-88頁
3. 柳州方言志，劉村漢\蔡德憲，柳州市志，廣西人民出版社，2003年9月第七卷129-195頁
4. 廣西通志•漢語方言志，楊煥典，廣西人民出版社，1998年12月
5. 豐富多彩的廣西語言寶藏——廣西語言綜述，劉村漢，廣西語言文字使用問題調查與研究，廣西教育出版社，2005年第3-8頁
6. 廣西漢語方言語法研究的現狀，曾春花、覃鳳餘，百色學院學報，2009，年第2期105-111頁
7. 廣西方言研究：回顧與思考，唐慶華、劉上扶，學術論壇，2009年第3期93-95，186頁

### 專述類文獻
1. 柳州話的“沒”和“沒有”，範先鋼，廣西師範大學學報，1987年第2期36－40頁
2. 柳州方言語言地理過渡性淺議，黎江影，廣西師院學報，1991年第1期70－73頁
3. 柳州方言的兩種修辭，劉村漢，首屆晉方言國際學術研討會論文集，1996年12月
4. 《柳州方言詞典》編後記，陳鳳英，方言，1997年第1期27-35頁
5. 讀《柳州方言詞典》廖恩喜，方言，1997年第1期31-33頁
6. 試論柳州方言詞典的學術成就，淩步程，河池師範高等專科學校學報，1997年第4期89-92頁
7. 《柳州方言詞典》的用字，劉村漢，方言，1998年第2期83-88頁
8. 柳州話的否定詞，朱彤、郭玉賢，廣西語言研究廣西師範大學出版社，1999年288-297頁
9. 柳州方言的句法特點，藍利國，廣西大學學報，1999年第2期60-67頁
10. 柳州方言區語碼轉換的情境與心態分析，陳秀泉，柳州師範高等專科學校學報，1999年第4期26-28頁
11. 柳州話的重疊，馬駿，廣西師範大學學報，2001年第3期41-45頁
12. 柳州方言的狀語後置，張景霓，廣西民族學院學報，2002年第6期88-92頁
13. 柳州方言隱實示虛趣難詞，劉瑞明，柳州師範高等專科學校學報，2003年第1期47-52頁
14. 柳州方言隱實示虛趣難詞續說，劉瑞明，柳州師範高等專科學校學報，2004年第4期59-64頁
15. 柳州方言的祈使句和疑問句，藍利國，廣西語言研究，廣西師範大學出版社2005年298-303頁
16. 柳州方言隱語解碼試探，劉瑞明，柳州師範高等專科學校學報，2005年第2期68-73頁
17. 桂柳官話古入聲今調類的新趨勢，覃鳳餘，廣西語言研究第四輯，廣西師範大學出版社，2006年33-38頁
18. 粵劇古腔與桂系官話方言，黃耀堃，第11屆國際粵方言研討會論文集，廣西人民出版社，2007年170-182頁
19. 從方言節目《擺古》看柳州方言，陳梅，柳州師專學報，2008年第6期30-32頁,41頁

## 註解
1. ↑  .   [2013-08-01]. （原始内容存档于2016-03-04）.
2. ↑  鄭維寬.試論明清時期廣西的文化區域及形成機製.河池學院學報.2008年。
3. ↑  [柳州市志第七卷,方言志]
4. ↑  .   [2013-08-01]. （原始内容存档于2019-06-04）.
5. ↑  .   [2013-08-01]. （原始内容存档于2016-03-04）.
6. ↑  柳州方言地理過渡性淺議，黎江影，廣西師院學報，1991。
7. ↑  蔡文俊.廣西柳州方言合音現象探究.文學教育.2013年第18期。
8. ↑  唐七元.从词汇角度看粤方言对柳州方言的影响.長春大學學報.2012。
9. ↑  韋琍.壯語對廣西漢語方言的影響.廣西民族大學.2008

## 外部連結
- （繁體中文）漢字古今音資料庫（可查柳州話雒容方言的單字讀音，現代>官話>西南官話>柳州(雒容)）